# Link (彩虹樂團單曲)
「Link」是L'Arc〜en〜Ciel的第28張單曲。2005年7月20日發行。

## 簡介
共發行『初回生產限定盤』、『初回仕樣限定盤』、『普通盤』3種版本，初回生產限定盤加收一張DVD，初回仕樣限定盤則附贈電影膠捲，3種版本的封面各不相同。這是L'Arc〜en〜Ciel第1次發行附DVD的單曲。台灣有發行普通盤的台壓版。
除了這張單曲外，南方之星的「BOHBO No.5/神之島遙遠國度」、GLAY×EXILE的「SCREAM」也在同一天發行，結果「SCREAM」以首週賣破30萬張的成績榮登第1名，本作約16萬張獲得第2名。順便一提，2000年7月的「STAY AWAY」、GLAY的「MERMAID」、南方之星「HOTEL PACIFIC」都在同一天發行，當時GLAY獲得第1名，L'Arc〜en〜Ciel得到第2名。

## 收錄曲
CD
1. Link / L'Arc〜en〜Ciel
日本動畫電影『劇場版 鋼之鍊金術師 香巴拉的征服者』主題曲。
11th原創專輯『KISS』收錄專輯版本。
2. Promised land 2005 / P'UNK〜EN〜CIEL
5th原創專輯『HEART』收錄曲「Promised land」的翻唱曲。
3. Link (hydeless version)
4. Promised land 2005 (TETSU P'UNK vocalless version)
5. Promised land 2005 (TETSU P'UNKless version)

DVD（初回生產限定盤）
1. 『劇場版 鋼之鍊金術師 香巴拉的征服者』電影預告 『Link』Ver.
2. 『劇場版 鋼之鍊金術師 香巴拉的征服者』電影預告  『LOST HEAVEN』Ver.
3. TV Spot

## 收錄專輯
原創專輯
- 『KISS』 (專輯版本)

精選輯
- 『QUADRINITY 〜MEMBER'S BEST SELECTIONS〜』 (專輯版本)
- 『TWENITY 2000-2010』 (專輯版本)

翻唱專輯
- 『P'UNK IS NOT DEAD』